# Andrew Linzey
Andrew Linzey (Oxford, 2 de fevereiro de 1952 —) é um teólogo, sacerdote anglicano e escritor inglês. Ele é uma importante figura na reflexão teológica sobre o valor e o cuidado com os animais, assim como dentro do movimento de cristãos vegetarianos. Ele trabalha como docente e investigador na Faculdade de Teologia da Universidade de Oxford.
Ele faz parte do grupo de pensadores anglo-americanos que, na década de 1970, fundou o contemporâneo movimento ético e político pela libertação dos animais.
O professor Linzey fundou e dirige o Oxford Centre for Animal Ethics, instituição acadêmica independente aberta em novembro de 2006 para promover a investigação sobre ética animal.

## Carreira e obra
De 1987 a 1992, foi Diretor de Estudos do Centro de Estudos de Teologia da Universidade de Essex e, de 1992 a 1996, foi Professor Especial de Teologia na Universidade de Nottingham. Em 1998, foi Professor Visitante na Escola Koret de Medicina Veterinária da Universidade Hebraica de Jerusalém. De 1996 a 2007, foi também Professor Honorário da Universidade de Birmingham. Ocupou o primeiro cargo acadêmico do mundo em Teologia e Bem-Estar Animal — no Mansfield College, em Oxford, e no Blackfriars Hall, em Oxford.
Atualmente, é professor visitante na Universidade de Winchester e professor especial na Universidade Saint Xavier, em Chicago. Além disso, é o primeiro professor de Ética Animal na Graduate Theological Foundation, nos EUA.
É autor de diversos livros sobre os direitos animais e sua relação com a teologia cristã: Animal Rights: A Christian Perspective (1976), Christianity and the Rights of Animals (1987), Animal Theology (1994), e Why Animal Suffering Matters: Philosophy, Theology, and Practical Ethics (2009). É ainda editor da revista acadêmica Journal of Animal Ethic, publicada conjuntamente pelo Oxford Centre for Animal Ethics e pela Universidade de Illinois.
Linzey publicou mais de 180 artigos e 20 livros sobre teologia e ética. Ele ensina tanto na Europa como nos Estados Unidos da América. Sua obra principal Animal Theology está traduzida ao italiano, espanhol (Los animales en la Teología, Herder, 1995), japonês e francês.
Em 2001, recebeu o título de Doutor em Divindade (DD) de George Carey, Arcebispo de Canterbury, em reconhecimento ao seu "trabalho pioneiro, singular e massivo, em nível acadêmico na área da teologia da criação, com especial referência aos direitos e ao bem-estar das criaturas sencientes de Deus". Esta é a mais alta condecoração que o Arcebispo pode conceder a um teólogo e a primeira vez foi concedida por trabalhos teológicos sobre animais. Em 2006, ele foi incluído na "Good List" do The Independent, como uma das 50 pessoas que mudaram a Grã-Bretanha "para melhor". Em 2010, recebeu o Prêmio Lord Erskine da RSPCA por promover o bem-estar animal na comunidade cristã.